# Peter Kassig
Peter Edward Kassig, appelé aussi Abdul Rahman, né le 19 février 1988 à Indianapolis et mort décapité en novembre 2014 à 26 ans en Syrie, est un humanitaire et ancien soldat américain.

## Biographie
En 2011-2012, il a étudié les sciences politiques à l'université Butler.
Il s'est converti à l'islam et adopté le nom d'Abdul Rahman. Il est enlevé le 1er octobre 2013. Vers début novembre 2014, il est décapité par l'État islamique après un an de captivité.
Son exécution est revendiquée par l'État islamique dans une vidéo rendue publique le 16 novembre 2014. Elle montre d'abord l'exécution de 18 officiers et militaires de l'armée arabe syrienne par 18 djihadistes issus de nationalités différentes. Parmi ces djihadistes figurent un Français, Maxime Hauchard et Jalman al-Britani, dit « Jihadi John » l'homme suspecté d'avoir tué les otages occidentaux de l'EI. Tous les djihadistes apparaissent à visage découvert sauf Jalman al-Britani. La décapitation de Peter Kassig n'est pas montrée dans la vidéo, contrairement à celles des quatre otages précédents. Après l'exécution des militaires syriens, Jalman al-Britani apparaît avec la tête de Peter Kassig à ses pieds, et déclare : « Nous voilà en train d’enterrer le premier croisé américain à Dabiq. Et nous attendons avec impatience l’arrivée de vos autres soldats pour qu’ils soient égorgés et enterrés ici même ». Symboliquement, les djihadistes enterrent le corps de Peter Kassig à Dabiq, lieu de la bataille de Marj Dabiq en 1516 qui avait marqué l'abolition du califat des Abbassides d'Égypte,,,,. Par la suite, l'exécution de Peter Kassig sera condamnée par Ayman al-Zawahiri, en raison de sa conversion à l'islam.